# 集束彈藥公約
《集束彈藥公約》是一项国际条约，禁止使用、转让、生产和储存集束弹药，集束弹药是指在一个地区散布子弹药（“小炸弹”）的爆炸性武器。此外，该公约还建立了一个框架，以援助受害者、清理污染地区、降低风险教育和销毁库存。公约于2008年5月30日在都柏林通过，2008年12月3日在奥斯陆开放供签署。2010年8月1日生效，即30个国家批准公约六个月后。截至2023年12月，共有124个国家成为公约的缔约国，其中112个国家已批准公约，12个国家已签署但尚未批准公约。
批准公约的国家有义务“在任何情况下都禁止”：
使用集束弹药；
直接或间接开发、生产、以其它方式获取、储存、保留或转让；

协助、鼓励或诱使从事本公约禁止缔约国从事的任何活动。
条约允许某些类型的武器，允许的武器子弹药不具有滥杀滥伤的区域效应，也不构成与集束弹药相同的未爆弹药风险。允许的武器必须不多于十个子弹药，每个子弹药的重量必须超过4公斤，每个子炸弹必须能够探测和攻击单个目标物体，并包含电子自毁和自失能机制。含有子弹药的武器不包括在内，这些子弹药的单个重量最少为20公斤。可以获取并保留数量有限的违禁武器和子弹药，用于探测、清除和销毁技术及政策的培训和开发。

## 历史
与1997年《渥太华条约》一样，该条约限制爆炸性武器在袭击期间和袭击后的一段时间内对平民造成的严重伤害和潜在危险。集束炸弹散布的部分子弹药中有一定比例在撞击时未发生爆炸，而且可能多年未爆炸，直到受到外界干扰。有些会被伪装成玩具或复活节彩蛋，造成儿童伤亡。人权活动人士声称，因子弹药未能在第一时间爆炸而造成的伤亡中，有四分之一是儿童，他们往往在冲突结束后捡起并把玩这些爆炸性弹药罐。2006年黎巴嫩战争为禁止集束炸弹提供了动力。联合国估计，多达40%的以色列集束炸弹未能第一时间爆炸。挪威在2006年11月日内瓦传统裁军论坛的讨论失败后，组建了独立的奥斯陆进程。
禁止集束弹药的谈判进程，也被称为奥斯陆进程，于2007年2月在奥斯陆开始。与此同时，46个国家发表了《奥斯陆宣言》承诺:
到2008年缔结一项具有法律约束力的国际文书，禁止使用和储存对平民造成不可接受伤害的集束弹药，为幸存者提供充分的康复服务，并清理受污染地区。
奥斯陆进程分别于2007年5月和12月在利马和维也纳举行了会议。2008年2月，79个国家通过了《惠灵顿宣言》，阐述了将纳入公约的原则。

### 通过

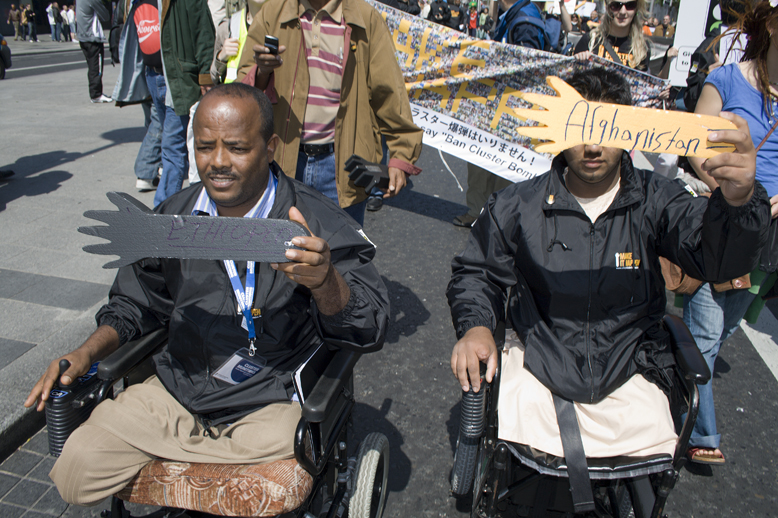
来自阿富汗和埃塞俄比亚的倡导者在2008年5月都柏林会议期间示威

2008年5月在爱尔兰都柏林举行的为期10天的会议结束时，107个国家代表同意了条约最终草案。2008年5月30日，107个国家正式通过条约，其中包括14个使用过集束炸弹的国家中的7个，以及34个生产集束炸弹的国家中的17个。
条约遭到一些生产或储存集束弹药的国家反对，包括中国、俄罗斯、美国、印度、以色列、巴基斯坦和巴西。美国承认对使用集束弹药的人道主义关切，但坚持认为讨论集束弹药的适当场所是《特定常规武器公约》，该公约包括所有主要军事大国。美国进一步表示，“智能化”集束弹药的开发和改进意味着，无论如何，有问题的集束弹药正在被淘汰。在智能集束弹药中，每一枚子弹药都有自己的瞄准和制导系统以及自毁装置。2006年，贝拉克·奥巴马投票支持一项限制使用核弹的立法措施，而他的大选对手約翰·麥凱恩和初选对手希拉里·克林顿都投了反对票。2008年，美国承诺在2018年之后不使用任何故障率高于1%的集束弹药，但是美国并没有完全禁止。
被条约允许的子弹药不能具有滥杀滥伤作用或构成与被禁武器相同的未爆炸弹药风险。子弹药不能多于9个；每一枚子弹药的重量不能少于4公斤；每一枚子弹药必须具备探测和攻击单一目标物体的能力；每一枚子弹药必须装有自毁和自失能装置。支持该条约的澳大利亚表示，该公约并不禁止其购买的SMArt 155毫米集束彈。
为了回应美国，以及来自澳大利亚、加拿大、日本、英国和其它国家，该条约包括一项签署国与非签署国军事合作的条款，旨在为可能使用集束弹药的非签署国和进行军事行动的签署国军队提供法律保护。英国外交大臣戴维·米利班德利用漏洞绕过条约禁令，允许美国在英国领土上保留武器。
在都柏林会议之前，英国是被认为可以发挥关键作用的国家之一，它们的合作可以决定条约的成败。在会议结束前不久，英国首相戈登·布朗宣布，英国将销毁所有集束炸弹。虽然美国在私下进行游说，英国政府也看到了这些武器的实用性，但他们依然表示反对。
条约于2008年12月3日至4日在奥斯陆开放供签署。已有94个国家签署了该条约，其中四个国家(爱尔兰、罗马教廷、塞拉利昂和挪威)也提交了批准书。签署国包括欧盟27个成员国中的21个和北约26个成员国中的18个。签署国中有几个受集束弹药影响的国家，包括老挝和黎巴嫩。
2008年11月，在奥斯陆签署会议之前，欧洲议会通过了一项决议，呼吁所有欧盟成员国签署并批准该公约，因为一些成员国尚未宣布签署。芬兰刚刚签署了《渥太华条约》，并以集束弹药取代了大部分地雷的理由，所以宣布不签署条约。

### 生效
根据条约第17条规定，公约“于第30份批准书、接受书、核准书或加入书交存后的六个月”生效。第30份批准书于2010年2月交存，因此公约于2010年8月1日生效。
公约生效后，联合国秘书长潘基文表示，“全世界不仅对这些可恶的武器深感厌恶，各国政府、民间社会和联合国之间的合作也具有改变人们对全人类所面临威胁的态度和政策的力量”。红十字国际委员会发言人表示，“这些武器是冷战的遗留物，必须被消除，它们越来越不起作用”。诺贝尔和平奖获得者乔迪·威廉姆斯称该公约是“十多年来最重要的裁军和人道主义公约”。
反集束弹药运动人士对公约迅速进展表示赞赏，并表示希望公约生效后，即使是非签署国（如中国、朝鲜、俄罗斯和美国）也会停止使用这种武器。作为未批准条约的国家之一的美国表示，集束炸弹是一种合法武器，它们在“具有明显的军事用途”，并且表示与其它类型的武器相比，集束炸弹对平民的危害较小。
第11条要求缔约国首次会议在条约生效后12个月内举行。首次会议于2010年11月在老挝举行。
据《2022年集束弹药监测》显示，拒绝签署该公约并生产集束弹药的16个国家包括巴西、中国、埃及、希腊、印度、伊朗、以色列、朝鲜、巴基斯坦、波兰、罗马尼亚、俄罗斯、新加坡、韩国、土耳其和美国。

### 退约
2024年7月18日，立陶宛议会决定退出公约。立陶宛称，俄罗斯在入侵乌克兰期间大量使用集束弹药，并且会毫不犹豫地在与北约的冲突中使用它们。立陶宛还指出，在与俄罗斯接壤的北约成员国中，只有立陶宛和挪威是公约的缔约国。

## 外部連結
- 集束弹药与国际人道法 （页面存档备份，存于），红十字国际委员会網站。
- 集束弹药公约·中文 （页面存档备份，存于）